# جک ودرال
جک وِدِرال (انگلیسی: Jack Wetherall؛ زادهٔ ۵ اوت ۱۹۵۰ میلادی) بازیگر تئاتر و سینما و تلویزیون اهل کانادا است.
از فیلم‌ها یا برنامه‌های تلویزیونی که وی در آن نقش داشته است، می‌توان به به‌عجیبی مردم اشاره کرد.